# Chris Chase
Chris Chase, nota anche come Irene Kane, pseudonimo di Irene Greengard (New York, 12 gennaio 1924 – New York, 31 ottobre 2013), è stata un'attrice, modella, scrittrice giornalista statunitense.
Nota per il suo ruolo nel secondo lungometraggio di Kubrick, Killer's Kiss. Più tardi divenne scrittrice di libri e giornalista. Era la sorella del premio Nobel Paul Greengard.

## Biografia
Nata da Pearl Meister e Benjamin Greengard a New York City nel 1924, Irene Greengard divenne modella per Vogue. a metà degli anni '50 il fotografo Bert Stern, la presentò a Stanley Kubrick per il film  Killer's Kiss. Assunse il nome d'arte di Irene Kane.
Con il nome di Chris Chase, divenne giornalista per il The New York Times.
Dopo aver lavorato anche per CBS Morning News, Chase entrò in CNN dal 1980 al 1986, come Media Watch nel 1985. Scrisse libri biografici su Rosalind Russell, Betty Ford e Alan King, e Josephine Baker.

## Vita privata
Il 3 giugno 1961, Kane sposò Michael Chase, produttore televisivo.

### Morte
Chase morì di tumore al pancreas il 31 ottobre 2013, nella sua casa di New York City, a 89 anni.

## Attrice

### Film e TV
- Killer's Kiss (1955)
- La città in controluce (1958, 1963)
- Love of Life (1962–65)
- All That Jazz (1979; come Chris Chase)
- Stanley Kubrick: A Life in Pictures (2001; come Chris Chase)

### Teatro
- Threepenny Opera (1955)
- The Ponder Heart (1956)
- Tenderloin (1960)

## Opere
- How to Be a Movie Star, o A Terrible Beauty Is Born (1974)
- Life Is a Banquet (1977) con Rosalind Russell
- Times of My Life (1978) con Betty Ford
- The Great American Waistline (1981)
- Betty: A Glad Awakening (1987) con Betty Ford
- Josephine: The Josephine Baker Story (1993) con Jean-Claude Baker
- Name Dropping (1996) con Alan King